# Unior
UNIOR Kovaška industrija d.d. (Akronim UNIOR - UNIverzalno ORodje) je slovenski proizvajalec orodja in kovanih izdelkov s sedežem v Zrečah. 

## Zgodovina
Podjetje je bilo ustanovljeno leta 1919 kot Štajerska železoindustrijska družba, proizvajali so ročno orodje za kmetijstvo, gozdarstvo in različne obrti. Pred 2. svetovno vojno so imeli okrog 250 zaposlenih. Med vojno je bil obrat požgan, vendar so ga kmalu obnovili in poimenovali Tovarna kovanega orodja Zreče (TKO). V 1970ih so se še enkrat preimenovali in sicer v Unior, tovarna kovanega orodja Zreče. Leta 1978 je podjetje začelo graditi klimatsko zdravilišče, olimpijsko središče turistični center Rogla in zdravilišče Terme v Zrečah. Leta 1997 je uprava podjetje preoblikovala v delniško družbo.

## Opis
Matična družba je razdeljena na tri področja: Odkovki, Ročno orodje, Strojna oprema, medtem ko je turizem organiziran v hčerinski družbi Unitur d.o.o.
Skupino Unior poleg matične družbe v Zrečah sestavlja 19 povezanih podjetij v  15 državah, ki imajo skupaj okoli 2700 zaposlenih.
Unior je en izmed večjih slovenskih izvoznikov. Glavni kupci podjetja so Volkswagen, Audi, BMW, Renault, Dacia, Peugeot, ZF Lemförder & ZF Lenksysteme, Volvo, Bosch Siemens Group, Daimler, Jtekt, GKN, Arvin Meritor in Cimos.

## Ročno orodje
- Fiksni in nastavljivi ključi
- Klešče
- Elektronske klešče
- Orodje za delo pod napetostjo
- Vodovodno inštalacijski program
- Varilne klešče in stege
- Škarje
- Izvijači in vijačni nastavki
- Kladiva, snemalci
- Merilno orodje
- Oprema za delavnico
- Specialna orodja za kolesa

## Odkovki
- Odkovki za krmilni mehanizem osebnih vozil
- Razni nosilni deli podvozja
- Ojnice za motorje osebnih vozil
- Elementi za pogonske gredi
- Deli za menjalnike
- Odkovki za lastno proizvodnjo ročnega orodja
- Sintrani odkovki
- Verižni zobniki, jermenice, ojnice, prirobnice
- Drsniki, rotorji in ohišja za oljne črpalke
- Samomazalni drsni ležaji in puše
- Mehkomagnetni statorji, rotorji za el. motorje

## Strojna oprema
- Fleksibilne obdelovalne celice FPZ-250
- Fleksibilni obdelovalni stroji tip UH 1000
- Fleksibilni stroji za obdelavo koncev
- Standardni in namenski stroji za globoko vrtanje
- Fleksibilni stroji z vrtljivo mizo